# Декан (вещество)
Дека́н (н-декан) — органическое соединение класса алканов с линейным строением углеродного скелета.

## Физические свойства
При нормальных условиях вещество представляет собой бесцветную легковоспламеняющуюся жидкость, плотностью 0,73 г/мл, нерастворимую в воде, но зато хорошо растворимую в неполярных растворителях и этаноле.

## Применение
Изомерные деканы содержатся в бензиновых фракциях, а также в лёгких керосинах для дозвуковой авиации. В этих топливах наиболее желательны разветвлённые деканы.

## Изомеры
Декан имеет 75 структурных изомеров (136 с учетом стереоизомеров), практически сходных по химическим свойствам с н-деканом.
1)     Декан
Содержащие 9 звеньев в основной цепи (4)
2)     2-метилнонан
3)     3-метилнонан
4)     4-метилнонан
5)     5-метилнонан
Содержащие 8 звеньев в основной цепи (14)
6)     2,2-диметилоктан
7)     2,3-диметилоктан
8)     2,4-диметилоктан
9)     2,5-диметилоктан
10)   2,6-диметилоктан
11)   2,7-диметилоктан
12)   3,3-диметилоктан
13)   3,4-диметилоктан
14)   3,5-диметилоктан
15)   3,6-диметилоктан
16)   4,4-диметилоктан
17)   4,5-диметилоктан
18)   3-этилоктан
19)   4-этилоктан
Содержащие 7 звеньев в основной цепи (26)
20)   2,2,3-триметилгептан
21)   2,2,4-триметилгептан
22)   2,2,5-триметилгептан
23)   2,2,6-триметилгептан
24)   2,3,3-триметилгептан
25)   2,3,4-триметилгептан
26)   2,3,5-триметилгептан
27)   2,3,6-триметилгептан
28)   2,4,4-триметилгептан
29)   2,4,5-триметилгептан
30)   2,4,6-триметилгептан
31)   2,5,5-триметилгептан
32)   3,3,4-триметилгептан
33)   3,3,5-триметилгептан
34)   3,4,4-триметилгептан
35)   3,4,5-триметилгептан
36)   2-метил-3-этилгептан
37)   2-метил-4-этилгептан
38)   2-метил-5-этилгептан
39)   3-метил-3-этилгептан
40)   3-метил-4-этилгептан
41)   3-метил-5-этилгептан
42)   4-метил-3-этилгептан
43)   4-метил-4-этилгептан
44)   4-пропилгептан
45)  4-изопропилгептан
Содержащие 6 звеньев в основной цепи (23)
46)   2,2,3,3-тетраметилгексан
47)   2,2,3,4-тетраметилгексан
48)   2,2,3,5-тетраметилгексан
49)   2,2,4,4-тетраметилгексан
50)   2,2,4,5-тетраметилгексан
51)   2,2,5,5-тетраметилгексан
52)   2,3,3,4-тетраметилгексан
53)   2,3,3,5-тетраметилгексан
54)   2,3,4,4-тетраметилгексан
55)   2,3,4,5-тетраметилгексан
56)   3,3,4,4-тетраметилгексан
57)   2,2-диметил-3-этилгексан
58)   2,3-диметил-3-этилгексан
59)   2,4-диметил-3-этилгексан
60)   2,5-диметил-3-этилгексан
61)   2,2-диметил-4-этилгексан
62)   2,3-диметил-4-этилгексан
63)   2,4-диметил-4-этилгексан
64)   3,3-диметил-4-этилгексан
65)   3,4-диметил-3-этилгексан
66)   3,3-диэтилгексан
67)   3,4-диэтилгексан
68)   2-метил-3-изопропилгексан
Содержащие 5 звеньев в основной цепи (7)
69)   2,2,3,3,4-пентаметилпентан
70)   2,2,3,4,4-пентаметилпентан
71)   2,2,3-триметил-3-этилпентан
72)   2,2,4-триметил-3-этилпентан
73)   2,3,4-триметил-3-этилпентан
74)   2-метил-3,3-диэтилпентан
75)   2,4-диметил-3-изопропилпентан